# Лейк (округ, Індіана)
Шаблон:StateAbbr_ 41°29′ пн. ш. 87°23′ зх. д. / 41.48° пн. ш. 87.38° зх. д.
Округ Лейк (англ. Lake County) — округ (графство) у штаті Індіана, США. Ідентифікатор округу 18089.

## Історія
Округ утворений 1837 року.

## Демографія
За даними перепису
2000 року
загальне населення округу становило 484564 осіб, зокрема міського населення було 462261, а сільського — 22303.
Серед мешканців округу чоловіків було 233367, а жінок — 251197. В окрузі було 181633 домогосподарства, 127036 родин, які мешкали в 194992 будинках.
Середній розмір родини становив 3,19.
Віковий розподіл населення поданий у таблиці:
| Стать    | До 15 років | 15-21 | 22-29 | 30-39 | 40-49 | 50-65 | 65-85 | Понад 85 |
| -------- | ----------- | ----- | ----- | ----- | ----- | ----- | ----- | -------- |
| Чоловіки | 54800       | 24892 | 23682 | 32359 | 36540 | 35229 | 23868 | 1997     |
| Жінки    | 52538       | 24188 | 25037 | 34770 | 38898 | 38397 | 32651 | 4718     |

## Суміжні округи
- Портер — схід
- Джеспер — південний схід
- Ньютон — південь
- Канкакі, Іллінойс — південний захід
- Вілл, Іллінойс — захід
- Кук, Іллінойс — північний захід

## Виноски
1. ↑  U.S. Decennial Census. United States Census Bureau. Архів оригіналу за 26 квітня 2015. Процитовано 10 липня 2014.
2. ↑  Historical Census Browser. University of Virginia Library. Архів оригіналу за 11 серпня 2012. Процитовано 10 липня 2014.
3. ↑  Population of Counties by Decennial Census: 1900 to 1990. United States Census Bureau. Архів оригіналу за 4 жовтня 2014. Процитовано 10 липня 2014.
4. ↑  Census 2000 PHC-T-4. Ranking Tables for Counties: 1990 and 2000 (PDF). United States Census Bureau. Архів (PDF) оригіналу за 18 грудня 2014. Процитовано 10 липня 2014.
5. ↑  Lake County QuickFacts. Бюро перепису населення США. Архів оригіналу за 7 червня 2011. Процитовано 12 червня 2014.(англ.) Наведено за англійською вікіпедією.
6. ↑  American FactFinder. Бюро перепису населення США. Архів оригіналу за 26 лютого 2012. Процитовано 31 січня 2008.

| США | Це незавершена стаття з географії США. Ви можете допомогти проєкту, виправивши або дописавши її. |